# Ольсен, Отто
Отто Мартин Ольсен (норв. Otto Martin Olsen, 13 декабря 1884 — 12 июля 1953) — норвежский стрелок, олимпийский чемпион, один из самых выдающихся стрелков Норвегии.
Родился в Осло, работал в норвежской железнодорожной компании NSB. В 1920 году на Олимпийских играх в Антверпене он завоевал три золотых и две серебряных медали, а в 1924 году на Олимпийских играх в Париже — золотую, серебряную и бронзовую медали. На чемпионате мира 1929 года он завоевал две золотых и две серебряных медали, а на чемпионате мира 1931 года — золотую и серебряную медали. В 1926, 1928 и 1936 годах он становился чемпионом Скандинавии, а на чемпионатах Норвегии 1929 и 1932 годов был награждён Кубком Короля как лучший норвежский стрелок.